# کویمبرا
کویمبرا (Coimbra) یکی از شهرهای مرکزی کشور پرتغال است.
این شهر به شهر دانشگاهی کشور پرتغال معروف است. نام دانشگاه معروف این شهر Coimbra University است. 
در اوایل قرن دوازدهم میلادی این شهر بعنوان پایتخت کشور پرتغال محسوب می‌شده و در حال حاضر بعنوان قدیمیترین شهر دانشگاهی در کشور پرتغال و دارنده یکی از قدیمیترین دانشگاه‌ها در اروپا است.Coimbra بعد از شهرهای پورتو و لیسبون از مهمترین شهرهای کشور پرتغال است و نقش مهمی را در مرکزیت کشور پرتغال بازی می‌کند. آب و هوای این شهر معتدل است.
این شهر صنعتی نیست، چون سیاست دولت پرتغال بر این مبنا بوده‌است که این شهر یک شهر دانشگاهی باقی بماند. این شهر به دلیل عبور رودخانه از آن دارای چشم‌اندازهای زیبایی در هنگام غروب و شب می‌باشد. به دلیل جمعیت زیاد دانشجو دارای مراکز خرید زیبا و متنوع و همچنین مراکز تفریحی متعددی است.

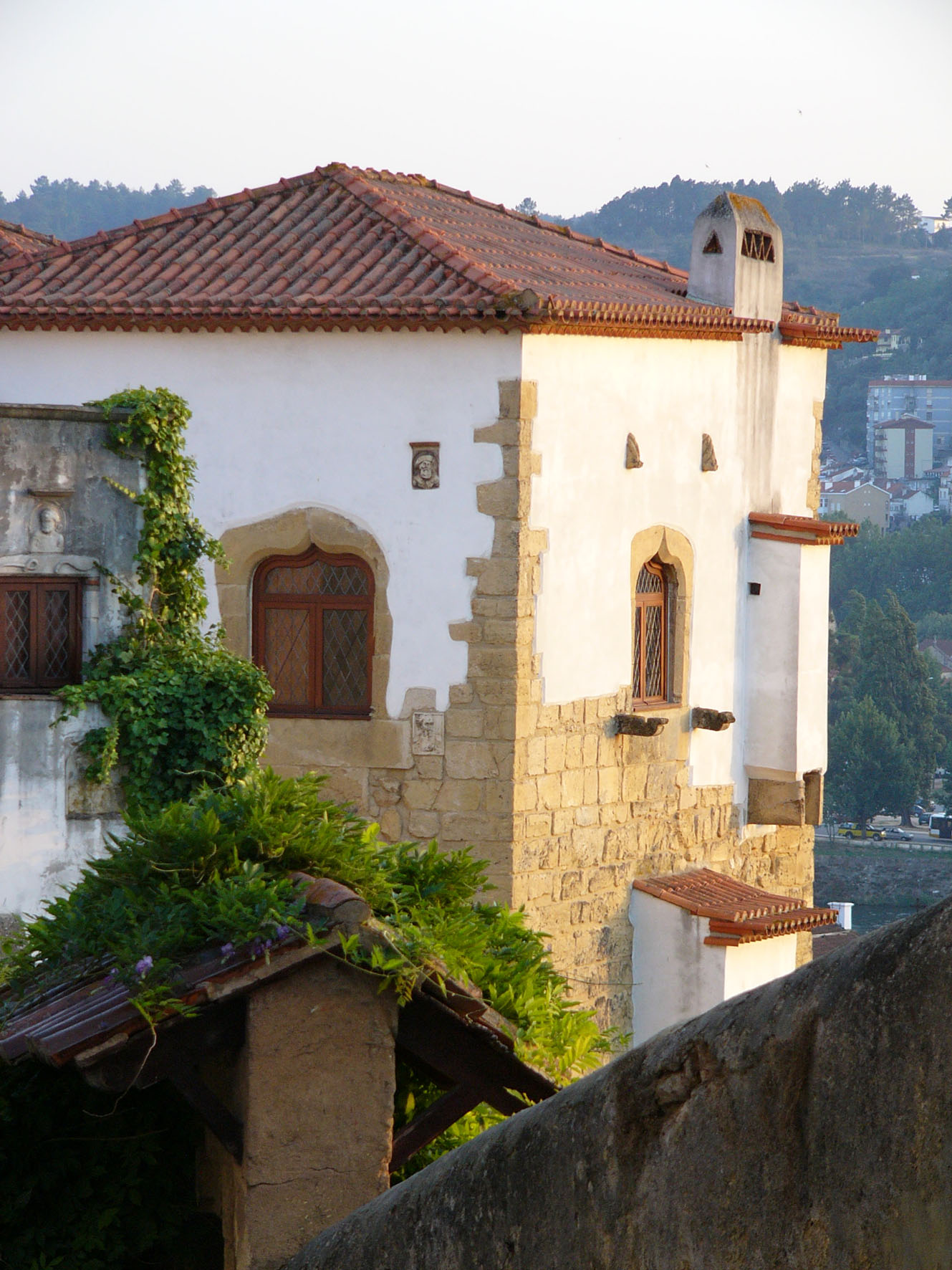
یکی از خانه‌های تاریخی شهر کویمبرا